# Чёрный носорог
Чёрный носоро́г (лат. Diceros bicornis) — один из двух, наряду с белым, видов африканских носорогов. С 10 ноября 2013 года один из подвидов чёрного носорога, обитавший в Западной Африке (D. bicornis longipes), официально объявлен вымершим.

## Внешний вид
Название «чёрный» — условное, оно было дано в противоположность названию другого вида носорогов — белого носорога, а название последнего, по-видимому, является неправильным переводом бурского слова wijde (широкий) на английский, где оно созвучно с англ. white (белый). В действительности цвет обоих животных зависит от цвета грунта, на котором они живут, так как они охотно валяются в пыли и грязи, и исходный шиферно-серый цвет их кожи приобретает то беловатый, то красноватый, а в районах с застывшей лавой и чёрный оттенок.

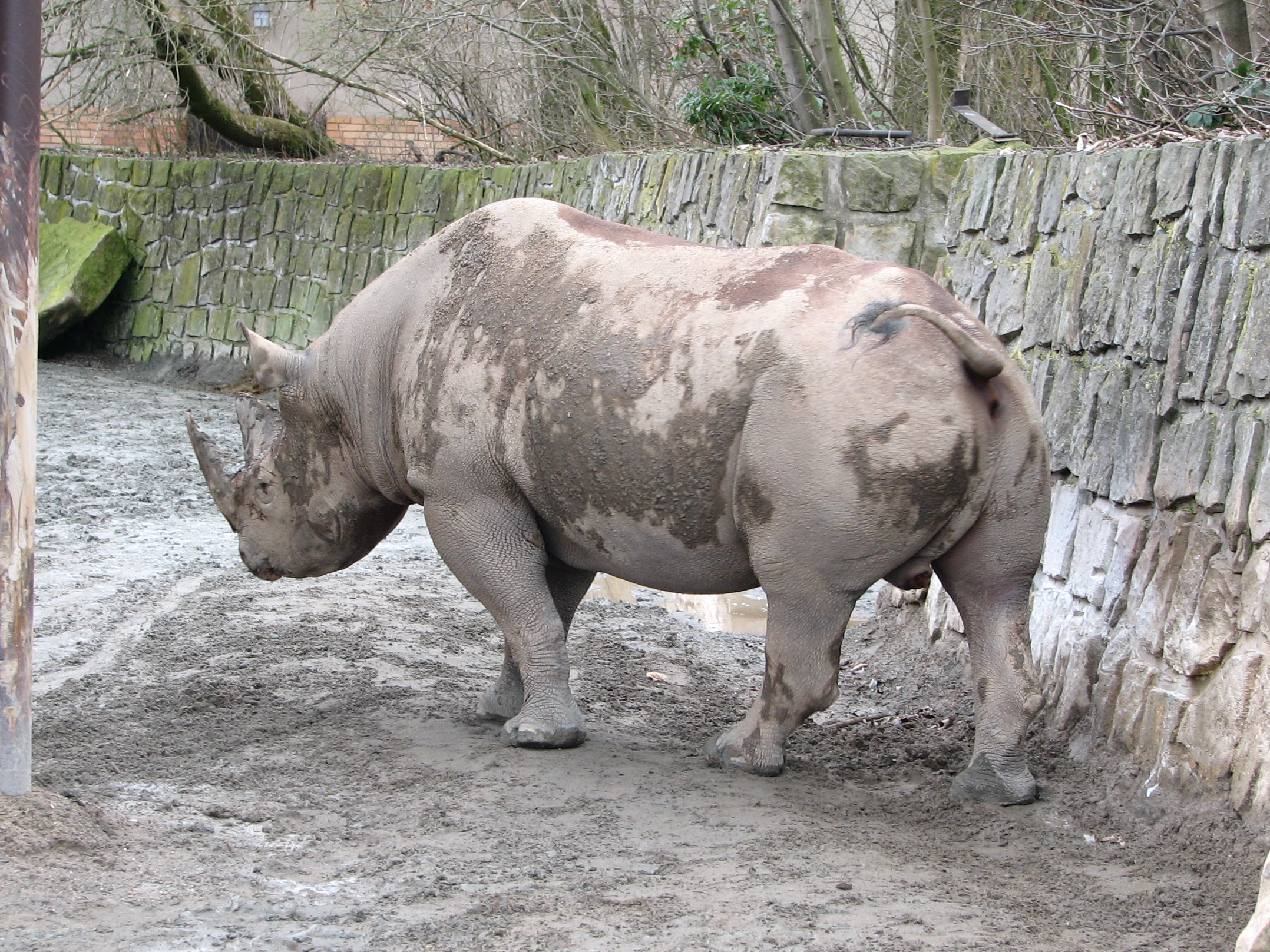
Цвет шкуры носорога зависит от цвета почвы

Чёрный носорог — крупное и могучее животное. Он не столь велик, как белый носорог, но всё же внушителен — достигает массы 2—2,2 т, длины до 3,15 м при высоте 150—160 см. На голове его обычно два рога, но в некоторых местностях (например, в Замбии) — три и даже пять. В сечении у основания рог округлый (у белого носорога — трапециевидный). Передний рог самый большой, чаще его длина 40—60 см. В виде исключения встречаются животные с огромными рогами. Так, в Национальном парке Амбосели (Кения) долгое время величайшей достопримечательностью была самка носорога по кличке Герти, рог которой достигал 138 см. Её так часто фотографировали, что, сравнивая снимки разных лет, удалось установить скорость роста рога: 45 см за 6—7 лет.
Внешним отличием чёрного носорога от белого является устройство верхней губы: у чёрного носорога она заострена и свисает хоботком над нижней. С помощью этой губы животное захватывает листву с веток кустарника. Кроме того, у чёрного носорога, по сравнению с белым, более короткая голова, а рог направлен больше вперёд (у белого — почти вертикально вверх). Чёрный носорог более вытянут в длину, он в целом более лёгкого сложения, чем белый.

## Ареал и проблемы сохранности вида
В середине XIX столетия чёрный носорог был обычнейшим обитателем африканских саванн. Носороги встречались на огромной территории Центральной, Восточной и Южной Африки. К сожалению, они не избежали общей участи всех крупных африканских животных, и сейчас сохранились почти исключительно в национальных парках. Они были полностью истреблены в ЮАР, но в последние десятилетия вновь туда завезены и образовали устойчивую популяцию.

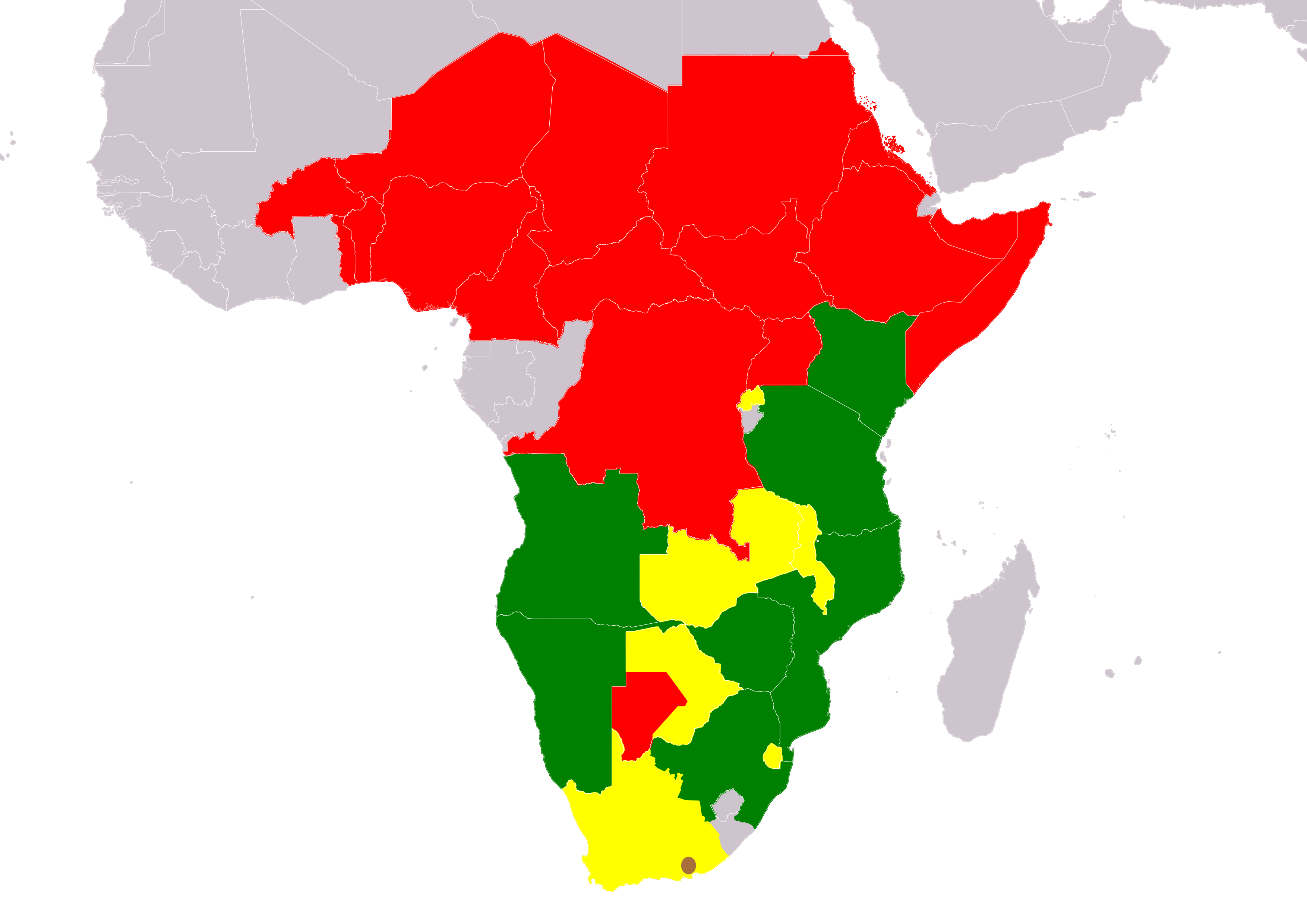
Круглогодично
Исчез
Реинтродуцирован
Вспомогательная колонизация (круглогодично)

Общая численность чёрного носорога сейчас — около 3,5 тыс. голов (в 1967 году на всем Африканском континенте обитало от 11 000 до 13 500 этих животных, причём до 4 тыс. только в Танзании). С 4845 особей в 2012 году их количество к 2018 году возросло до 5630, ежегодный прирост составил 2,5 %. Большая часть носорогов живёт на охраняемых территориях в Танзании, Замбии, Зимбабве, Мозамбике и ЮАР. Встречается он в Анголе, Кении, Намибии. Вне заповедников выживаемость носорогов проблематична: во-первых, из-за отсутствия условий для обитания, во-вторых, из-за браконьерства. Социальные проблемы, существующие в странах Западной Африки, привели к полному истреблению там носорога — браконьерство подчас остаётся едва ли не единственным способом заработать денег, а природоохранные мероприятия государство наладить не в состоянии.
В последние 10—15 лет численность чёрного носорога остаётся в целом относительно стабильной, но отдельные популяции подвержены сильным колебаниям. Если в ЮАР чёрных носорогов стало значительно больше, то один из подвидов, обитавший в Западной Африке (Diceros bicornis longipes), был признан вымершим. Такой вывод был официально сделан Международным союзом охраны природы (МСОП) на основании имеющихся данных об этих животных. Специалисты полагают, что основную роль в исчезновении чёрных носорогов сыграли браконьеры, охотящиеся за ценными рогами животных.

## Подвиды
Обычно выделяют четыре подвида чёрного носорога:
- D. bicornis minor — наиболее многочисленный подвид, свойственный юго-восточной части ареала (Танзания, Замбия, Мозамбик, северо-восток ЮАР).
- D. bicornis bicornis — типовой подвид, приверженный более сухим областям на юго-западе и северо-востоке ареала (Намибия, ЮАР, Ангола).
- D. bicornis michaeli — ещё один восточный подвид, сейчас встречающийся почти исключительно в Танзании.
- † D. bicornis longipes — камерунский подвид, с 2011 года признан вымершим.

## Носорог в природе
Чёрный носорог — житель сухих ландшафтов. Хорошо известна их привязанность к определённому участку территории, которую они не покидают на протяжении всей жизни. Даже сильные засухи не вынуждают носорога мигрировать.
Питается чёрный носорог преимущественно молодыми побегами кустарников, которые, точно пальцем, захватывает верхней губой. При этом животные не обращают внимания ни на острые шипы, ни на едкий сок. Кормится чёрный носорог утром и вечером, а наиболее жаркие часы обычно проводит в полусне, стоя в тени дерева. Ежедневно они отправляются на водопой, иногда за 8—10 км, и подолгу валяются в прибрежном иле, спасаясь от жары и насекомых; причём иногда они так сильно увлекаются этой приятной процедурой, что потом бывают не в состоянии вылезти из вязкого ила и становятся лёгкой добычей для хищников (например, гиен). В засуху носороги часто пользуются для водопоя ямами, которые вырыты слонами. В отличие от белых носорогов чёрные ведут одиночный образ жизни. Часто встречающиеся пары состоят обычно из матери и детёныша. Зрение у чёрного носорога, как и у других видов, очень слабое. Даже на расстоянии 40—50 м он не может отличить человека от древесного ствола. Слух развит значительно лучше, но основную роль в распознавании внешнего мира играет обоняние. Бегают эти носороги быстро, тяжёлой рысью или неуклюжим галопом, развивая на коротких расстояниях скорость до 48 км/ч.
Чёрные носороги почти никогда не бывают агрессивны по отношению к своим сородичам. Если носороги всё же затевают драку, то серьёзных увечий не бывает, бойцы отделываются лёгкими ранами на плечах. Нападает обычно не самец на самца, а самка на самца.
Голосовые сигналы чёрного носорога не отличаются сложностью и разнообразием. Обычно он громко фыркает, при испуге может издавать пронзительный свист.
У чёрных носорогов нет определённого сезона размножения. После 15—16 месяцев беременности самка приносит одного детёныша. В течение двух лет детёныш питается молоком. К этому времени он достигает достаточно внушительных размеров, и, чтобы добраться до сосков, ему приходится становиться на колени. Половое созревание у самок наступает в возрасте 4 лет, у самцов в 6—7 лет, но в дикой природе самцы приступают к размножению не ранее чем в 10 лет, из-за конкуренции с более взрослыми и сильными сородичами.

## Чёрный носорог и человек
Чёрный носорог, как и все другие носороги, стал жертвой нелепого, ни на чём не основанного суеверия о чудодейственной силе рога. Хотя рог африканских носорогов на чёрном рынке стоит дешевле, чем рог азиатских видов, цена на него всё равно так велика, что борьба с незаконным отстрелом исключительно трудна. В 1970-е годы, в период быстрого роста благосостояния нефтяных монархий Персидского залива много чёрных носорогов было добыто ради появившейся в этих странах моды на кинжалы с рукоятками из рога, считавшиеся обязательным атрибутом богатого араба. В наши дни носорожий рог уже не используется для подобных целей, но находит постоянный спрос в традиционной китайской псевдомедицине (торговля рогом, разумеется, осуществляется только нелегально). При этом никаких целебных свойств у него, согласно научным данным, нет.

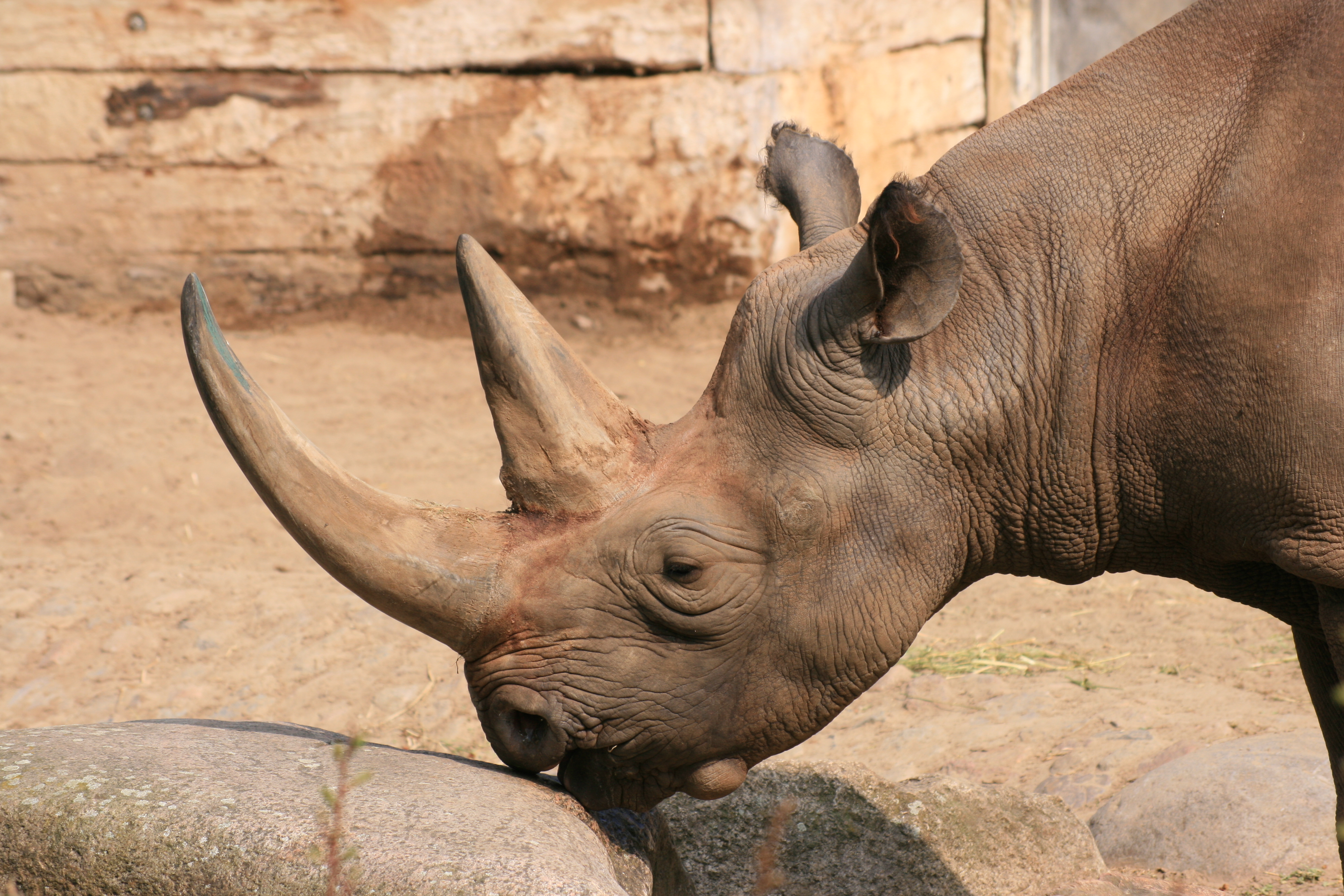
Рог носорога может стоить на чёрном рынке несколько тысяч долларов

Чёрные носороги — замечательный объект для наблюдения в национальных парках, привлекающий внимание многочисленных туристов. Наблюдая носорогов, лучше не выходить из машины.
Относительно высокая (а главное — стабильная) численность чёрного носорога в ЮАР, Намибии, Зимбабве и Мозамбике позволяет разрешать охоту на него. В этих странах каждый год выделяется небольшое количество квот на отстрел чёрного носорога. Цена на лицензию очень высока — несколько десятков тысяч долларов. Чёрный носорог, наряду с белым, входит в т. н. «большую африканскую пятёрку» — вместе со слоном, львом, буйволом и леопардом, наиболее опасными зверями, но и самыми почётными трофеями для охотника.
Подход к носорогу во время сафари не представляет сложности — носорог плохо видит. Кроме того, он не боится никого в саванне и подпускает потенциального врага на близкое расстояние. Таким образом, носорог является лёгкой мишенью, а современный крупнокалиберный охотничий карабин не оставляет ему никаких шансов на спасение. Лицензионная охота на носорога не требует особого умения и проходит под контролем профессиональных охотников, готовых подстраховать богатого клиента. Всё, что нужно — это иметь деньги на покупку лицензии и организацию сафари (охотничьего тура). Но случайная встреча с носорогом опасна, гипотетически только хорошая реакция может спасти человека от бросившегося носорога — зверь, мчащийся с большой скоростью, не способен совершать резких поворотов и если человек вовремя отпрыгивает в сторону, то носорог по инерции проносится мимо и может развернуться для нового броска далеко не сразу.
У местного африканского населения шкура носорога высоко ценилась как лучший материал для щитов. В Южной Африке из носорожьей и бегемотьей шкуры изготавливали кнуты (чамбоки).

## Интересные факты
- В конце эпизода «Черный носорог» сериала «Макгайвер» исполнитель главной роли Ричард Андерсон говорит от своего имени о важности сохранения черных носорогов и опасности их вымирания к 2000 году.